# Avril 1915 (guerre mondiale)
mars 1915 - avril 1915 - mai 1915
- 1er avril : 
  - Victoire aérienne de Roland Garros sur un avion doté d'une mitrailleuse. Cette victoire est la première remportée par un appareil dotée d'une arme solidaire de l'avion.

- 11 avril : 
  - Vol du premier dirigeable géant, le Zeppelin R.

- 19 avril : 
  - Début du siège de Van, ville de l'Arménie ottomane tenue par des insurgés arméniens.

- 20 avril :
  - Déclenchement de la deuxième bataille d'Ypres.

- 22 avril : 
  - Première utilisation de gaz incapacitants (chlore) par les Allemands à Ypres.

- 24 avril : 
  - Arrestation et déportation de plus de 600 intellectuels arméniens de Constantinople par les Jeunes-Turcs. Simple opération de police pour les uns, cette opération est considérée symboliquement comme marquant le début du génocide des Arméniens pour les autres.

- 25 avril : 
  - débarquement d'un corps expéditionnaire allié aux Dardanelles.
  - Bataille de Gibeon dans la colonie  du Sud-Ouest africain allemand.
  - Départ du sous-marin allemand, U-21, d'Heligoland pour la Méditerranée : ce sous-marin est le premier de la Kaiserliche Marine à y être déployé.
  - Accord entre les Alliés et l'Italie, fixant les modalités de l'intervention italienne dans le conflit. Cet accord est formalisé le lendemain par la signature du traité d'alliance entre les Alliés et l'Italie[1].

- 26 avril :
  - Signature du traité de Londres : la Grande-Bretagne et la France promettent à l'Italie une partie du sud-ouest de l'Anatolie ottomane et une influence prépondérante en Albanie[1].

- 27 avril : 
  - Torpillage du croiseur cuirassé français Léon Gambetta par le U-5 austro-hongrois.